# Pedaria tenebrosa
Pedaria tenebrosa là một loài bọ cánh cứng trong họ Bọ hung (Scarabaeidae).